# Boerenbondsmuseum
Het Boerenbondsmuseum is een openluchtmuseum in de buurtschap Pandelaar bij Gemert dat het leven van de Noord-Brabantse boeren uit omstreeks 1900 uitbeeldt. Daartoe zijn een aantal gebouwen neergezet waaronder een smidse met travalje, een dorpscafé, een klompenmakerij, een wevershuisje en diverse boerderijgebouwen. Er is een boomgaard en er zijn akkertjes waarop gewassen worden verbouwd die tegenwoordig in onbruik zijn geraakt. Voorts worden er demonstraties van oude ambachten gegeven.
Het museum is opgericht in 1985 en ontstaan rond het geboortehuis van pater Gerlacus van den Elsen, die veel heeft bijgedragen aan de verbetering van de landbouw en onder andere de Noordbrabantse Christelijke Boerenbond (NCB) heeft opgericht. In de gevel vinden we nog een gedenksteen met de volgende tekst:
Toen in 1946 de N.C.B. zijn gouden jubileum vierde werd hier in het geboortehuis van den grooten witheer G. v. d. Elsen deze steen geplaatst als nagedachtenis van dezen grooten boeren apostel wiens verdiensten tot in lengte van dagen in dankbare eere moet blijven. 14 sept. 1946.